# 骷髏海岸國家公園
19°11′S 12°43′E / 19.19°S 12.72°E
骷髏海岸國家公園（英語：Skeleton Coast National Park），是納米比亞的國家公園，位於該國西北部，成立於1971年12月1日，面積16,845平方公里，該國家公園地區有247種鳥類棲息。